# Коста-Рика на летних Олимпийских играх 2016
Коста-Рика на летних Олимпийских играх 2016 года была представлена 11 спортсменами в 6 видах спорта. Знаменосцем сборной Коста-Рики на церемонии открытия Игр стал чемпион мира 2012 года легкоатлет Нери Бренес, а на церемонии закрытия — пляжная волейболистка Карен Шарлес, которая в Рио-де-Жанейро в паре с Наталией Альфаро уступила во всех встречах предварительного раунда. По итогам соревнований на счету коста-риканских спортсменов, на четвёртых Олимпийских играх подряд, не оказалось ни одной награды.

## Состав сборной
Велоспорт
 Шоссейный велоспорт
1. Андрей Амадор
2. Миларго Мена

 Маунтинбайк
1. Андрей Фонсека

 Дзюдо
1. Мигель Муррильо

 Лёгкая атлетика
1. Нери Бренес
2. Роберто Сойерс
3. Шаролин Скотт

 Плавание
1. Мари Меса

 Пляжный волейбол
1. Наталия Альфаро
2. Карен Шарлес

 Триатлон
- Квота 1

## Результаты соревнований

### Велоспорт

#### Шоссейный велоспорт
Мужчины
| Соревнование    | Спортсмены    | Время   | Место | Отставание |
| --------------- | ------------- | ------- | ----- | ---------- |
| групповая гонка | Андрей Амадор | 6:30:05 | 54    | +20:00     |

Женщины
| Соревнование    | Спортсмены   | Время | Место | Отставание |
| --------------- | ------------ | ----- | ----- | ---------- |
| групповая гонка | Миларго Мена | DNF   | DNF   | DNF        |

#### Маунтинбайк
Мужчины
| Соревнование | Спортсмены     | Время | Место | Отставание |
| ------------ | -------------- | ----- | ----- | ---------- |
| кросс-кантри | Андрей Фонсека |       |       |            |

### Водные виды спорта

#### Плавание
В следующий раунд на каждой дистанции проходят спортсмены, показавшие лучший результат, независимо от места, занятого в своём заплыве.
Женщины
| Дистанция              | Спортсмены | Предварительный раунд | Предварительный раунд | Предварительный раунд | Полуфинал             | Полуфинал             | Полуфинал             | Финал                 | Финал                 |
| Дистанция              | Спортсмены | Заплыв                | Результат             | Место                 | Заплыв                | Результат             | Место                 | Результат             | Место                 |
| ---------------------- | ---------- | --------------------- | --------------------- | --------------------- | --------------------- | --------------------- | --------------------- | --------------------- | --------------------- |
| 100 метров баттерфляем | Мари Меса  | 2                     | 1:02,01               | 36                    | Завершила выступление | Завершила выступление | Завершила выступление | Завершила выступление | Завершила выступление |

### Волейбол

#### Пляжный волейбол
Женщины
| Соревнование | Спортсмены                   | Групповой этап                          | Групповой этап                                | Групповой этап          | Групповой этап | 1/8 финала     | Четвертьфинал  | Полуфинал      | Финал          | Место |
| Соревнование | Спортсмены                   | Соперники Счёт                          | Соперники Счёт                                | Соперники Счёт          | Место          | Соперники Счёт | Соперники Счёт | Соперники Счёт | Соперники Счёт | Место |
| ------------ | ---------------------------- | --------------------------------------- | --------------------------------------------- | ----------------------- | -------------- | -------------- | -------------- | -------------- | -------------- | ----- |
| женщины      | Наталия Альфаро Карен Шарлес | Группа F                                | Группа F                                      | Группа F                | Группа F       |                |                |                |                |       |
| женщины      | Наталия Альфаро Карен Шарлес | AUSЛ. Боуден / Т. Клэнси П 15:21, 14:21 | NEDМ. Меппелинк / М. ван Ирсел П 16:21, 16:21 | VENН. Агудо / О. Пасо : |                |                |                |                |                |       |

### Дзюдо
Соревнования по дзюдо проводились по системе с выбыванием. В утешительные раунды попадали спортсмены, проигравшие полуфиналистам турнира. Два спортсмена, одержавших победу в утешительном раунде, в поединке за бронзу сражались с дзюдоистами, проигравшими в полуфинале.
Мужчины
| Категория | Спортсмены      | 1/32 финала        | 1/16 финала         | 1/8 финала           | Четвертьфинал        | Полуфинал            | Финал                | Место |
| Категория | Спортсмены      | Соперник Результат | Соперник Результат  | Соперник Результат   | Соперник Результат   | Соперник Результат   | Соперник Результат   | Место |
| --------- | --------------- | ------------------ | ------------------- | -------------------- | -------------------- | -------------------- | -------------------- | ----- |
| до 73 кг  | Мигель Муррильо | не участвовал      | JPNС. Оно П 000:100 | завершил выступление | завершил выступление | завершил выступление | завершил выступление | 17    |

### Лёгкая атлетика
Мужчины
Беговые дисциплины
| Дисциплина        | Спортсмен   | Предварительный раунд | Предварительный раунд | Предварительный раунд | Четвертьфиналы | Четвертьфиналы | Четвертьфиналы | Полуфиналы | Полуфиналы | Полуфиналы | Финал | Финал |
| Дисциплина        | Спортсмен   | Забег                 | Время                 | Место                 | Забег          | Время          | Место          | Забег      | Время      | Место      | Время | Место |
| ----------------- | ----------- | --------------------- | --------------------- | --------------------- | -------------- | -------------- | -------------- | ---------- | ---------- | ---------- | ----- | ----- |
| бег на 200 метров | Нери Бренес |                       |                       |                       | не проводится  | не проводится  | не проводится  |            |            |            |       |       |
| бег на 400 метров | Нери Бренес |                       |                       |                       | не проводится  | не проводится  | не проводится  |            |            |            |       |       |

Технические дисциплины
| Дисциплина     | Спортсмен      | Квалификация | Квалификация | Финал     | Финал |
| Дисциплина     | Спортсмен      | Результат    | Место        | Результат | Место |
| -------------- | -------------- | ------------ | ------------ | --------- | ----- |
| метание молота | Роберто Сойерс |              |              |           |       |

Женщины
Беговые дисциплины
| Дисциплина                    | Спортсмен     | Предварительный раунд | Предварительный раунд | Предварительный раунд | Четвертьфиналы | Четвертьфиналы | Четвертьфиналы | Полуфиналы | Полуфиналы | Полуфиналы | Финал | Финал |
| Дисциплина                    | Спортсмен     | Забег                 | Время                 | Место                 | Забег          | Время          | Место          | Забег      | Время      | Место      | Время | Место |
| ----------------------------- | ------------- | --------------------- | --------------------- | --------------------- | -------------- | -------------- | -------------- | ---------- | ---------- | ---------- | ----- | ----- |
| бег на 400 метров с барьерами | Шаролин Скотт |                       |                       |                       | не проводится  | не проводится  | не проводится  |            |            |            |       |       |

### Триатлон
Соревнования по триатлону пройдут на территории форта Копакабана. Дистанция состоит из 3-х этапов — плавание (1,5 км), велоспорт (43 км), бег (10 км).
Мужчины
| Соревнование              | Спортсмены | Плавание | Смена | Велоспорт | Смена | Бег | Итоговое время | Место | Отставание |
| ------------------------- | ---------- | -------- | ----- | --------- | ----- | --- | -------------- | ----- | ---------- |
| индивидуальное первенство |            |          |       |           |       |     |                |       |            |